# 浅口市立寄島学園
浅口市立寄島学園（あさくちしりつ よりしまがくえん）は、岡山県浅口市寄島町にある公立の義務教育学校。

## 概要
2025年（令和7年）4月に開校した浅口市初の義務教育学校である。校地は旧寄島小学校の敷地を使用している。

## 沿革

### 略歴
2025年4月、浅口市立寄島小学校と浅口市立寄島中学校を統合し、義務教育学校として開校した。

### 年表
- 2025年4月1日 - 開校

## 教育方針

### 学校教育目標
育てよう！生きる力ともやいの心をもつ子ども

## 学校行事
| - 4月 始業式・入学式 - 5月 - 6月 | - 7月 終業式 - 8月 始業式 - 9月 | - 10月 - 11月 - 12月 終業式 | - 1月 始業式 - 2月 - 3月 終業式・卒業式 |

## 通学区域
- 浅口市
  - 寄島町[2]

## 交通
- JR西日本山陽本線新倉敷駅
  - 井笠バスカンパニー「寄島総合支所前」行き乗車、寄島総合支所前下車